# Parque Yoyogi
El parque Yoyogi (代々木公園 Yoyogi kōen?) es uno de los mayores parques de Tokio, Japón. Está situado junto a la Estación de Harajuku y el Santuario Meiji en Shibuya.
El sitio que ahora se conoce como el Parque Yoyogi fue el lugar del primer vuelo a motor de Japón, pilotado el 19 de diciembre de 1910 por el capitán Yoshitoshi Tokugawa, después de esto se convirtió en un terreno de desfiles militares. Durante la ocupación que siguió a la Segunda Guerra Mundial se convirtió en la residencia de los oficiales estadounidenses. Fue más tarde utilizado como la principal villa olímpica para los atletas de las Olimpiadas de 1964 y como el lugar de natación, saltos de trampolín y baloncesto. El edificio distintivo Gimnasio Nacional Yoyogi, que albergó las pruebas de natación, saltos de trampolín y baloncesto fue diseñado por Kenzo Tange para las olimpiadas, y todavía sigue en uso, pero la mayor parte del área norte del complejo del gimnasio y el sur del santuario Meiji se abrió al público como un parque urbano en 1967.
Hoy en día es un conocido parque de retiro, especialmente los domingos, cuando es usado como lugar de encuentro para las personas que quieren tocar música, practicar artes marciales, etc. El parque tiene un carril bici y una cancha pública de baloncesto, es posible también el alquiler de bicicletas. Como consecuencia de la duradera recesión económica japonesa hay una multitud de mendigos, silenciosa y ordenada, acampando en los alrededores del parque.
La candidatura de Tokio para organizar los Juegos Olímpicos de 2016 incluían una nueva área a construir al oeste del Gimnasio Nacional de Yoyogi para practicar voleibol. Sustituiría los campos de atletismo y fútbol actualmente existentes, y sería aprovechado tras las olimpiadas como un recinto multiusos.
El parque Yoyogi cuenta con un vallado para que los perros anden en libertad, es una de las pocas áreas en Tokio donde los perros se les permite estar sin correa. Esta zona se encuentra hacia el lado occidental del parque, dentro de la trayectoria ciclista, al este del aparcamiento en el borde occidental del parque. El suelo está cubierto de virutas de madera, y el camino se divide en tres secciones que están limitados a perros de diferentes tamaños (definidos por el peso) y contiene unos pocos bancos. Sólo los dueños de perros se les permite entrar en esta área.

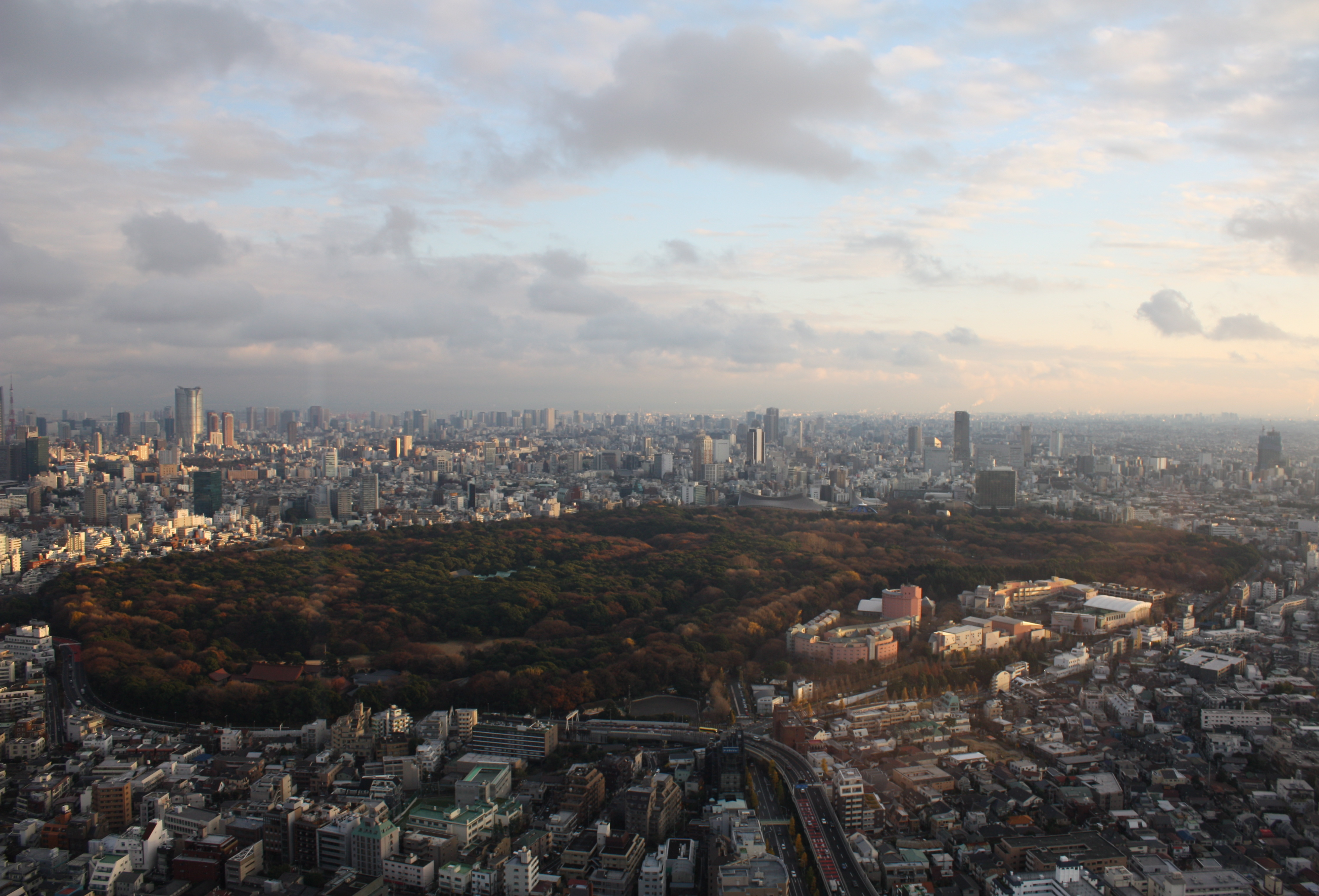
El parque Yoyogi y el Santuario Meiji a vista de pájaro

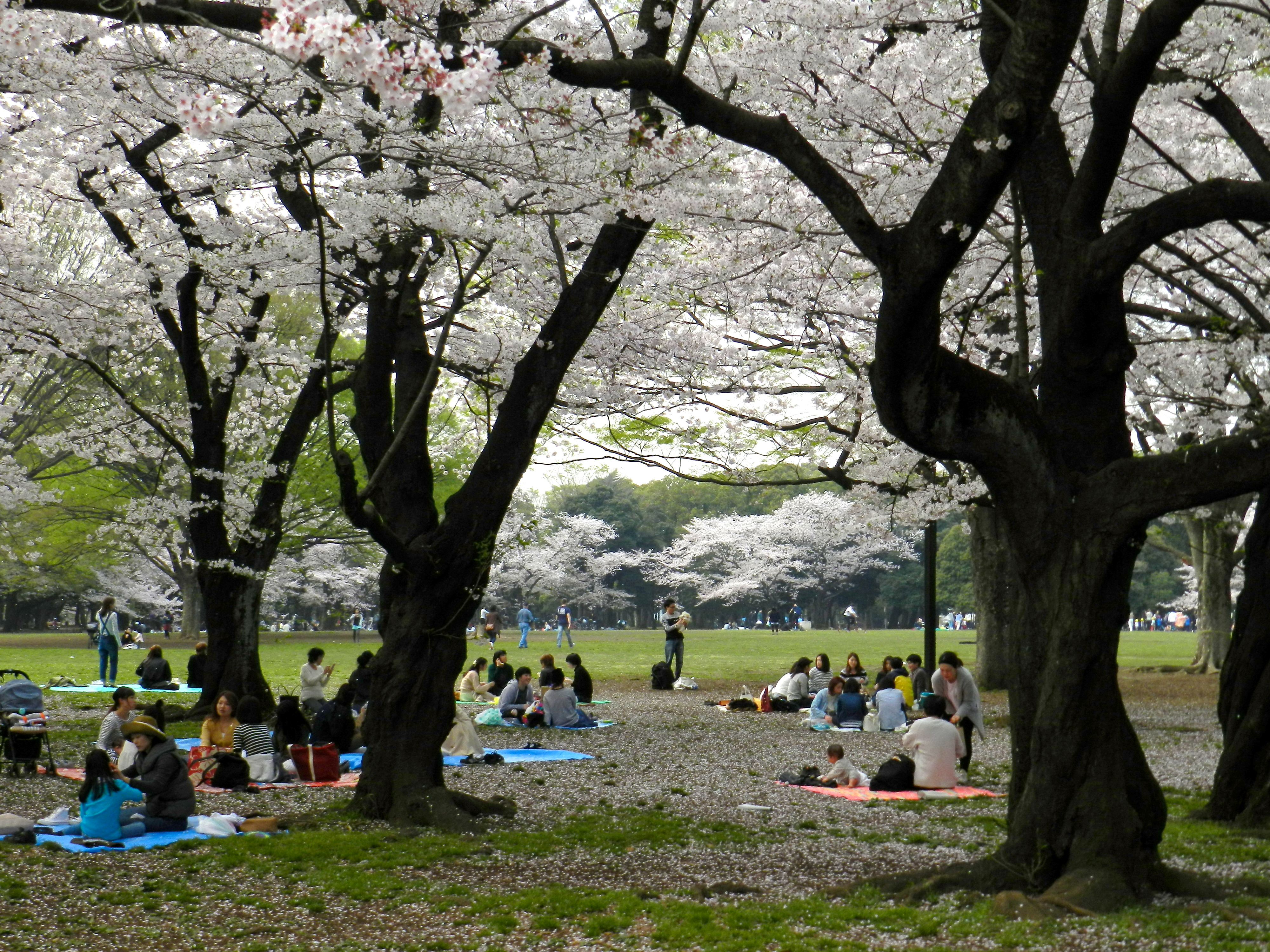

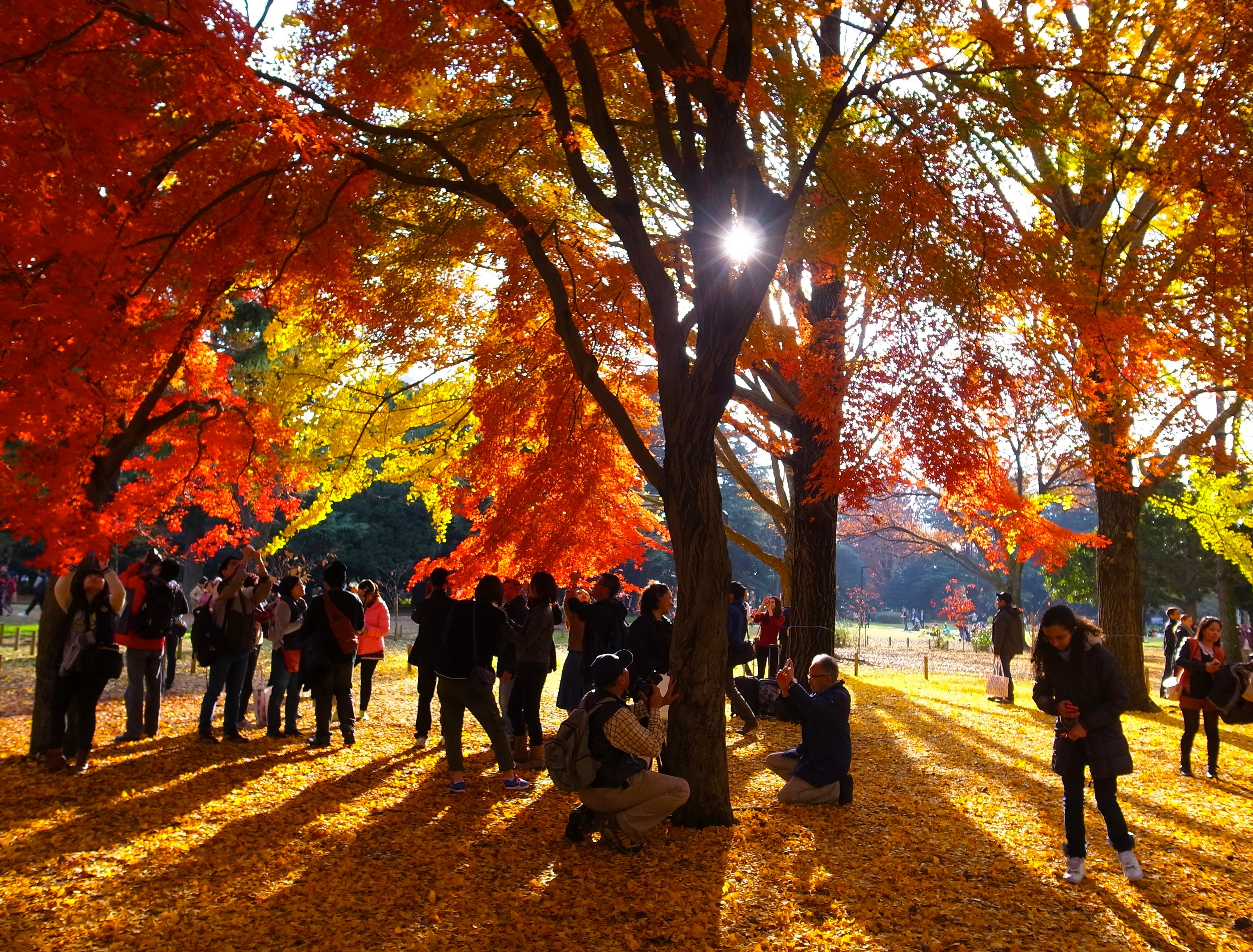